# アバター・スタジオ

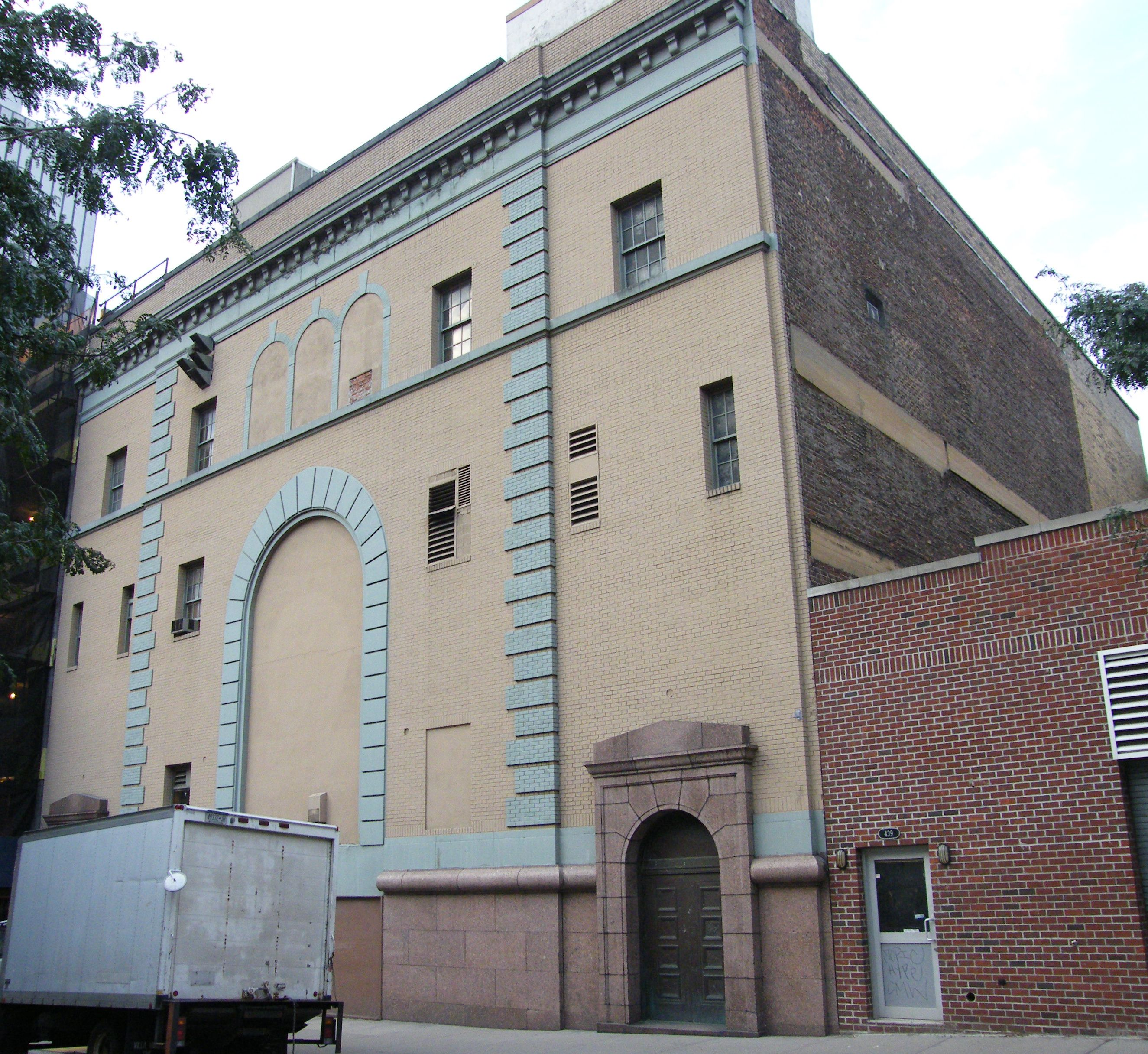
アバター・スタジオ

アバター・スタジオ (Avatar Studios) は、ニューヨーク市マンハッタン区西53丁目441に位置する録音スタジオ。かつてはザ・パワー・ステーション (The Power Station) と称していたが、1996年5月に現在のアバター・スタジオに改称した。
建物は元々コン・エディソン社の発電所であった。その後一時空き家となった後に、クイズ番組「レッツ・メイク・ア・ディール」の防音スタジオとして使用された。1977年にプロデューサーのトニー・ボンジオヴィ（ボン・ジョヴィのリーダーでありボーカルのジョン・ボン・ジョヴィの従兄弟）によって録音スタジオへと改築され、世界で最も優れた音響施設の一つに数えられる名声を獲得した。
また、ドラム・ソフト・シンセ「Superior drummer 2.0」のサンプリングでも使用された。

## このスタジオを使用したメジャー・アーティスト

### あ行
- イギー・ポップ
- ヴァネッサ・ウィリアムス
- ウォルター・ベッカー
- エアロスミス
- 大沢誉志幸

### か行
- 甲斐よしひろ
- 甲斐バンド
- カウンティング・クロウズ
- カーズィム・アッサーヒル
- キース・ジャレット・トリオ
- ギャング・スター
- キンクス
- キングス・オブ・レオン

### さ行
- Sum 41
- シック
- ジャーニー
- ジョージ・マイケル
- ジョーン・ジェット
- ジョン・メイヤー
- ジョン・レノン
- ザ・ストロークス
- スローイング・ミュージズ
- セルジュ・ゲンスブール

### た行
- ダイアー・ストレイツ
- ディーヴォ
- デヴィッド・ボウイ
- デュラン・デュラン
- トニー・ベネット
- ドリーム・シアター
- トレイ・アナスタシオ

### な行
- 中島みゆき
- ニール・ヤング

### は行
- バーナデット・ピーターズ
- パット・メセニー
- ハリー・コニック・ジュニア
- B-52's
- ブライアン・アダムス
- ブルース・スプリングスティーン
- ブロンディ
- ベティ・カーター
- ヘリックス
- ポーキュパイン・ツリー
- ボン・ジョヴィ

### ま行
- マイケル・ブレッカー
- マーク・アンソニー
- マドンナ
- モービー

### や行
- 山下久美子

### ら行
- ラスト・シャドウ・パペッツ
- ザ・ランブル・ストリップス

## その他
- パワー・ステーション - このスタジオから名付けた。